# Pertinax (materiaal)

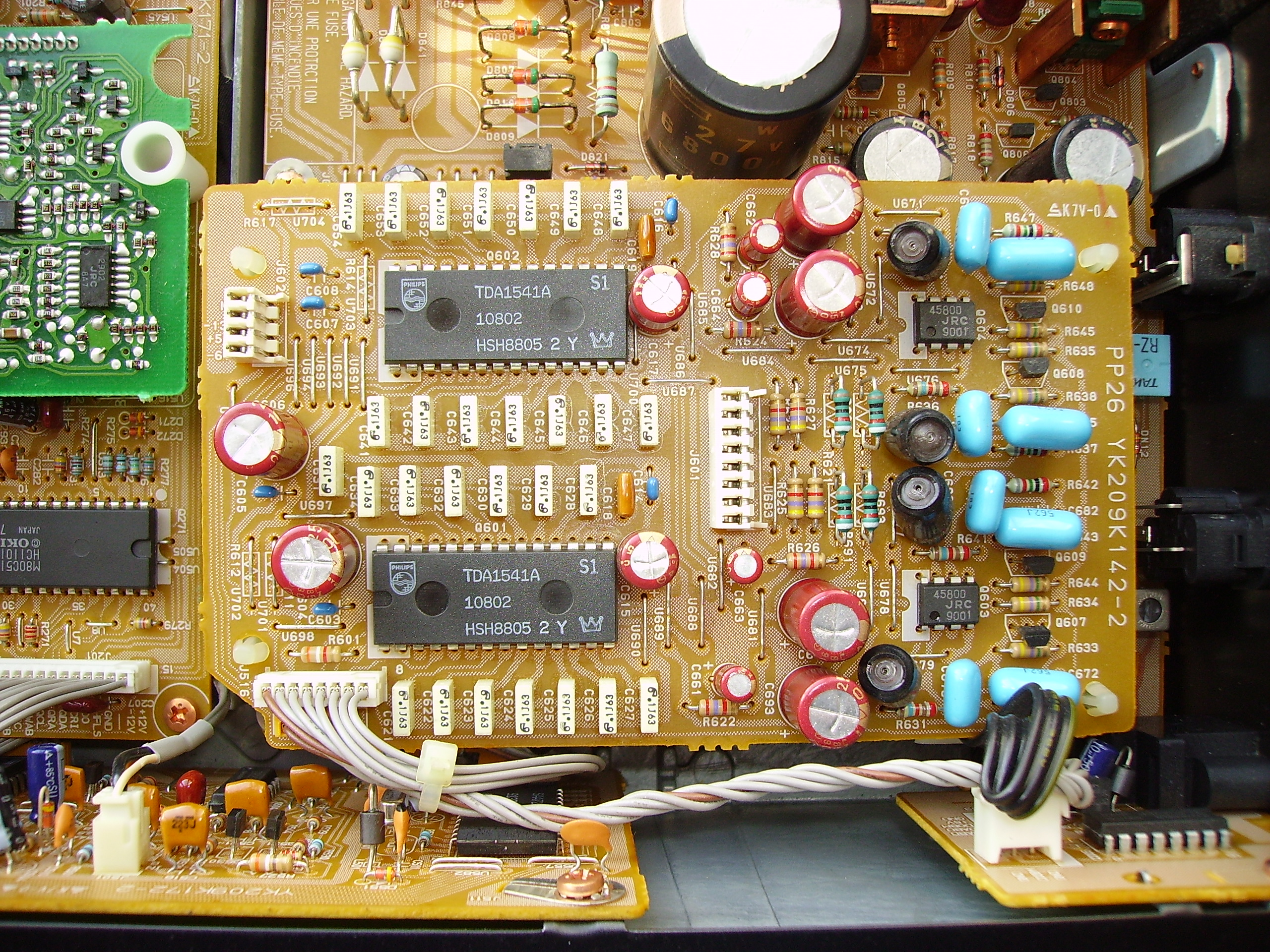
Componenten op een pertinax printplaat

Pertinax, ook wel FR-2 of hardpapier genoemd, is een elektrisch isolatiemateriaal dat bestaat uit lagen papier die geïmpregneerd  zijn met een fenol-formaldehyde-kunsthars. Pertinax is elektrisch isolerend en heeft een hoge doorslagspanning. De thermoharder werd ontwikkeld in de Eerste Wereldoorlog. 
Het is jarenlang de basis geweest voor printplaten in elektrische en elektronische apparatuur, waarin het naderhand is verdrongen door met glasvezel versterkte epoxy (FR-4). Korte tijd is het gebruikt als isolatiemateriaal in elektrische trams van de Electrische Spoorweg-Maatschappij, tot zich in Amsterdam bij het Spui een ongeval voordeed na weigeren van remmen als gevolg van vochtige omstandigheden.